# Rainald
Rainald oder Reinald ist eine Variante des männlichen Vornamens Reinhold.

## Verbreitung
Der Name kommt im deutschsprachigen Raum nur selten vor. In der Schweiz tragen fünf Jungen diesen Namen (Stand 2023). Der Name wurde in Österreich zwischen 1984 und 2023 nur ein Mal vergeben. In Frankreich kam der Vorname in den Jahren 1955, 1969 und 1988 in den Hitlisten vor.

## Namensträger
Mittelalter
- Rainald I. (Sens) (genannt der Alte; † 996), Graf von Sens
- Rainald I. (Nevers) († 1040), Graf von Nevers und von Auxerre
- Rainald I. (Burgund) (Renaud I.; 986–1057), Graf von Burgund
- Rainald I. (Bar) (Renaud le Borgne, genannt der Einäugige; † 1149), Graf von Bar, Verdun und Mousson und Vogt von Saint-Pierremont
- Rainald I. von Dammartin (Renaud de Dammartin; um 1165–1227), Graf von Boulogne, von Dammartin und von Aumale
- Rainald I. (Geldern) (genannt der Streitbare; um 1255–1326), Graf von Geldern
- Rainald II. (Sens) († 1055), Graf von Sens
- Rainald II. (Burgund) († 1097/1101), Freigraf von Burgund und Graf von Mâcon
- Rainald II. (Tonnerre) († 1148), Graf von Tonnerre
- Rainald II. (Clermont) (französisch Renaud II. de Clermont; † vor 1162), Graf von Clermont-en-Beauvaisis
- Rainald II. (Bar) († 1170), Graf von Bar, Herr von Ligny
- Rainald II. (Dammartin) (französisch Renaud de Trie; † 1316), Herr von Trie-Château und Graf von Dammartin
- Rainald II. (Geldern) (genannt der Rote oder der Schwarze; um 1295–1343), Herrscher von Geldern
- Rainald III. (Burgund) (um 1093–1148)
- Rainald III. (Geldern) (1333–1371), Herzog von Geldern
- Rainald III. (Joigny) (* vor 1096; † 1150), Graf von Joigny
- Rainald Garnier (* um 1133; † 1202), als Rainald von Sidon 1171 bis 1202 Graf von Sidon
- Rainald von Broyes († 1096), Unterführer des Volkskreuzzugs
- Rainald von Dassel (um 1120–1167), Erzbischof von Köln
- Rainald von Haifa (frz. Renaud; * vor 1198, † nach 1232), Kämmerer des Königreichs Jerusalem und Kastellan der Stadt Jerusalem
- Rainald von Jülich (* um 1365; † 1423), ab 1402 als Rainald IV. Herzog von Geldern und als Rainald I. Herzog von Jülich
- Rainald von Saint-Valery (frz. Renaud de Saint-Valéry; † nach 1165), Herr von Harenc im Fürstentum Antiochia

Neuzeit
- Rainald Becker (Journalist) (* 1959), deutscher Fernsehjournalist
- Rainald Becker (Historiker) (* 1971), deutscher Historiker
- Rainald Fischer (Historiker) (1921–1999), Schweizer Historiker und Ordenspriester
- Rainald Fischer (Mediziner) (* 1965), deutscher Arzt
- Rainald Goetz (* 1954), deutscher Schriftsteller
- Rainald Grebe (* 1971), deutscher Liedermacher und Autor
- Reinald Rickert (* 1955), Benediktinermönch und Tierwirtschaftsmeister (Ethik der Lebensmittel)
- Reinald Schiestel (* 1959), österreichischer Arzt, psychosozialer Berater und ehemaliger Basketballspieler
- Reinald Schnell (* 1935), deutscher Dokumentarfilmer, Schauspieler und Maler
- Reinald Skiba (1932–2013), deutscher Bergbau- und Sicherheits-Ingenieur sowie Biologe